# El Cafè de la Marina
|  | Per a altres significats, vegeu «El Cafè de la Marina (desambiguació)». |

El Cafè de la Marina és una obra de teatre de 1933 de Josep Maria de Sagarra escrita en vers estramp (decasíl·lab sense rima) i allunyada de les modes teatrals de l'època, ja que com moltes altres obres seves no intenta innovar, sinó que parteix de temes tradicionals per construir l'obra. Aquestes peces, com moltes altres, van tenir un èxit notable entre el públic.

## Sinopsi
L'obra testimonia les vacances estiuenques que Sagarra passava al Port de la Selva i presenta un cafè mariner, on una noia, Caterina, ha estat abandonada pel seu amant i ha hagut d'avortar. La seva tristor es posa de manifest quan la seva germana Rosa es casa amb Rafel, un jove pescador, mentre ella ha de suportar els rumors i xiuxiueigs que es produeixen al cafè on treballa, on la intimitat no existeix. En aquest ambient només podrà casar-se amb un desconegut marxant de peix de Banyuls de la Marenda, un conegut del seu pare, més gran que ella, que freqüenta la taverna. Mentrestant, es va desenvolupant un amor secret i latent envers Claudi, un pescador geniüt i alcohòlic que vol anar-se'n a Amèrica, com a via d'escapament, perquè no hi veu futur, al poble. Al final, tot se soluciona amb el casament entre ells dos, que havien estat presentats com a dos perdedors durant tota l'obra.

## Adaptacions
Fou estrenada el 14 de febrer de 1933 al Teatre Romea amb una companyia encapçalada per Maria Vila i Pius Daví, amb Maria Morera. Des d'aleshores ha estat una peça del repertori clàssic de Sagarra representada en diverses ocasions; l'última vegada va ser durant la temporada 2002/2003, al Teatre Nacional de Catalunya. Aquest darrer muntatge d'El Cafè de la Marina el va dirigir Rafel Duran i hi van participar els actors i actrius Mireia Aixalà, Jordi Banacolocha, Lurdes Barba, Jaume Bernet, Laura Conejero, Carles Cruces i Pep Farrés, entre d'altres.
L'obra ha tingut, també, dues adaptacions cinematogràfiques: la primera l'any 1933 (estrenada el 1934 a Barcelona), dirigida per Domènec Pruna i Ozerans; i la segona l'any 2014 (estrenada el 2015 a Televisió de Catalunya), dirigida per Sílvia Munt i protagonitzada per Marina Salas i Pablo Derqui.

## Autor
Josep Maria de Sagarra (Barcelona, 1894-1961) és un autor que, tot i viure durant la primera meitat del segle xx, conrea una literatura que pren com a referents Verdaguer i Pitarra. Les seves obres són molt conegudes pel públic, tant de novel·la (Vida privada és un retrat de la decadència de l'aristocràcia barcelonina molt reeixit), com de poesia (Cançons de rem i de vela esdevé un referent de la poesia per ser recitada) o de teatre (L'hostal de la Glòria o El Cafè de la Marina són obres de teatre modern arrelat als esquemes guimeranians que omplirà teatres per tocar temes tan quotidians com la vida als pobles, els triangles amorosos o la lluita pels mateixos principis).